# Resolució 356 del Consell de Seguretat de les Nacions Unides
La Resolució 356 del Consell de Seguretat de les Nacions Unides, aprovada per unanimitat el 12 d'agost de 1974, després d'examinar l'aplicació de la República de Guinea Bissau per a ser membre de les Nacions Unides, el Consell va recomanar a l'Assemblea general que la República de Guinea Bissau fos admesa.